# 遠藤友理奈
遠藤 友理奈（えんどう ゆりな、1986年9月7日 - ）は、日本の元ファッションモデル、元タレント。現在は休職もしくは退職で活動休止中の模様。身長160cm。
愛知県出身。女子高生向けファッション雑誌『Bis』などでモデルとして活動。
2005年に金城学院大学へ進学した。

## モデル活動

### 雑誌
- JJbis（光文社）レギュラー
- けっこんぴあ東海版

### スチル
- NTTドコモ
- メニコン（会報誌）
- 名古屋予備校（スチルオール）

### TV
- 岡三ウェザーニュース （三重テレビ放送　2015年3月30日～2017年3月27日　月曜担当）
- とってもワクドキ!（三重テレビ放送　2015年3月30日～2017年3月27日　月曜担当）
- 中京テレビアンデュお天気お姉さん（天気コーナー終了に伴い、番組アシスタントを経て番組卒業）

### TV-CM
- NTTドコモ 東日本長野、及び「アンデュ」番組内のCMも担当。
- A.O.C. 「お仕事カバー編」/「カバ君たちのお名前募集編」